# Bethel Manor
 (mars 2025).
Bethel Manor est une census-designated place située dans le comté de York, dans l’État de Virginie, aux États-Unis. Lors du recensement de 2020, elle comptait 4 540 habitants.